# Lora del Río
Lora del Río er en by og kommune i det sydlige Spanien i provinsen Sevilla. Den har et indbyggertal på 18.189 (2024) indbyggere.